# طليطلة (مقاطعة)
مقاطعة طليطلة (بالإسبانية: Toledo، توليدو) هي مقاطعة إسبانية تقع في وسط الدولة، تقع ضمن حدود منطقة كاستيا لا منتشا.
عاصمتها هي مدينة طليطلة، تنقسم المقاطعة إلى 204 بلدية.

## الجغرافيا
تقع مقاطعة طليطلة في وسط إسبانيا تحدها من الشمال مقاطعة آبلة ومقاطعة مدريد، ومن الجنوب مقاطعة ثيوداد ريال، ومن الشرق مقاطعة قونكة، ومن الغرب مقاطعة بطليوس ومقاطعة قصرش.
تبلغ مساحة مقاطعة طليطلة 15.370 كم².

## الديموغرافيا
يبلغ عدد سكان مقاطعة طليطلة 707.242 نسمة عام 2011 (وفقاً للمعهد الوطني للإحصاء الإسباني).
فيما يلي قائمة أكبر البلديات من حيث عدد السكان (بتاريخ 1 يناير 2011):
1. طلبيرة 88.674 نسمة
2. طليطلة 83.108 نسمة
3. إييسكاس 23.627 نسمة
4. سيسينيا 18.504 نسمة
5. توريخوس 13.454 نسمة
6. كينتانار دي لا أوردين 13.026 نسمة
7. سونسيكا 11.530 نسمة
8. مدريديخوس 11.304 نسمة
9. فوينساليداس 11.189 نسمة
10. كونسويغراس 11.022 نسمة

## معرض صور

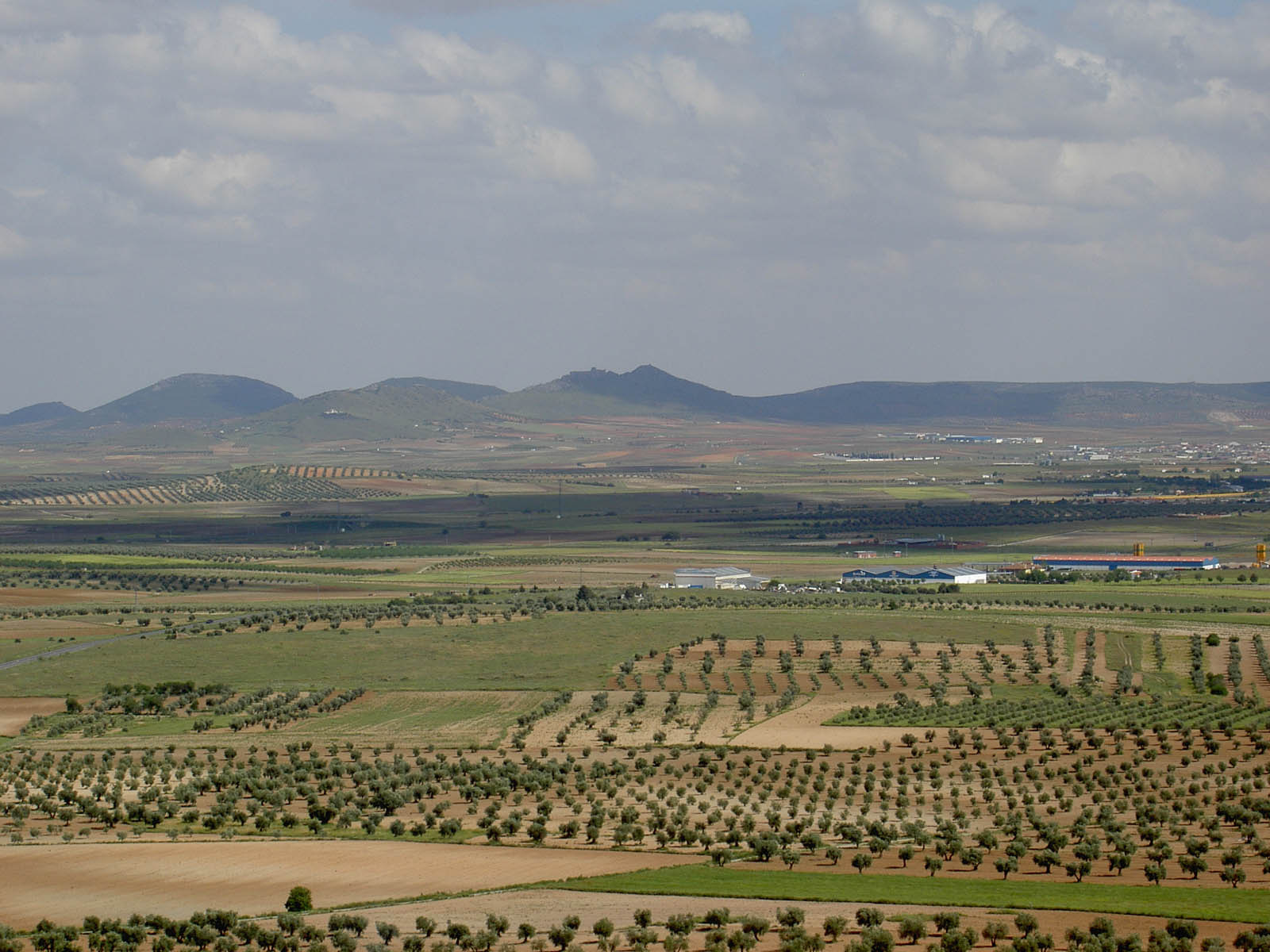
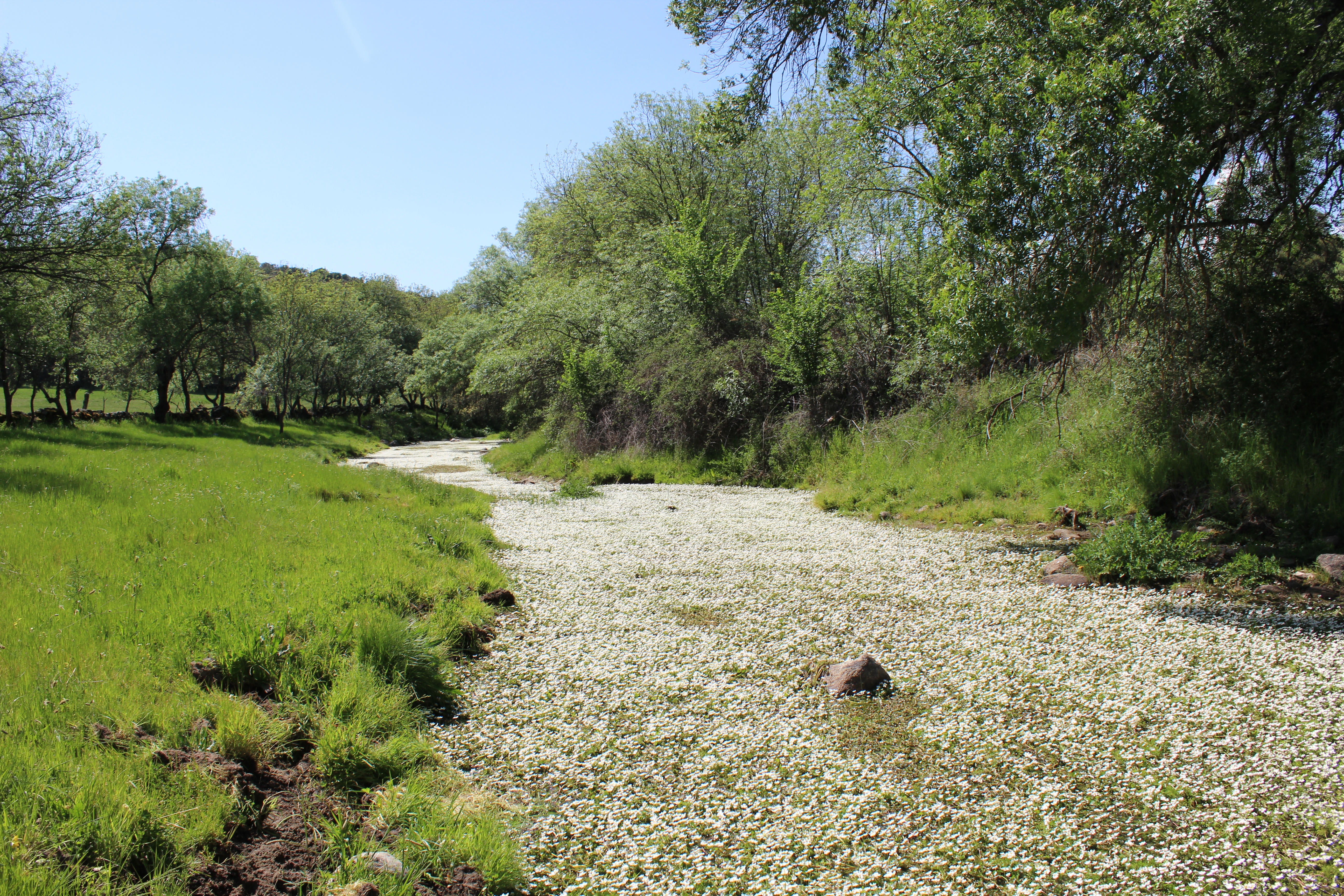
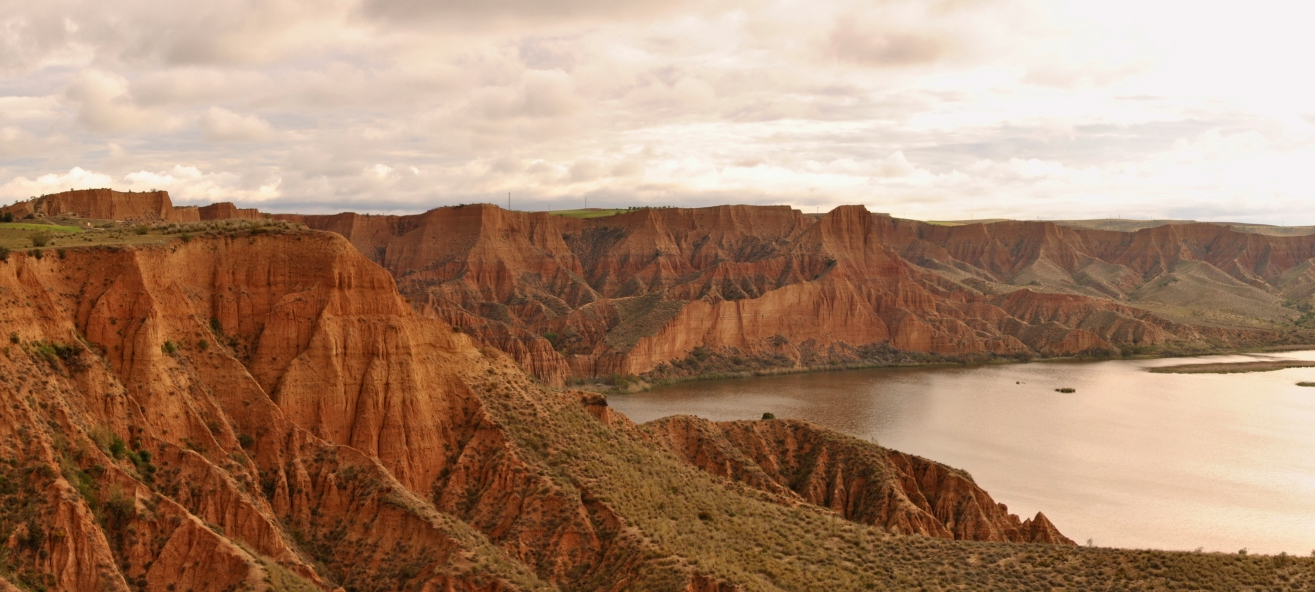
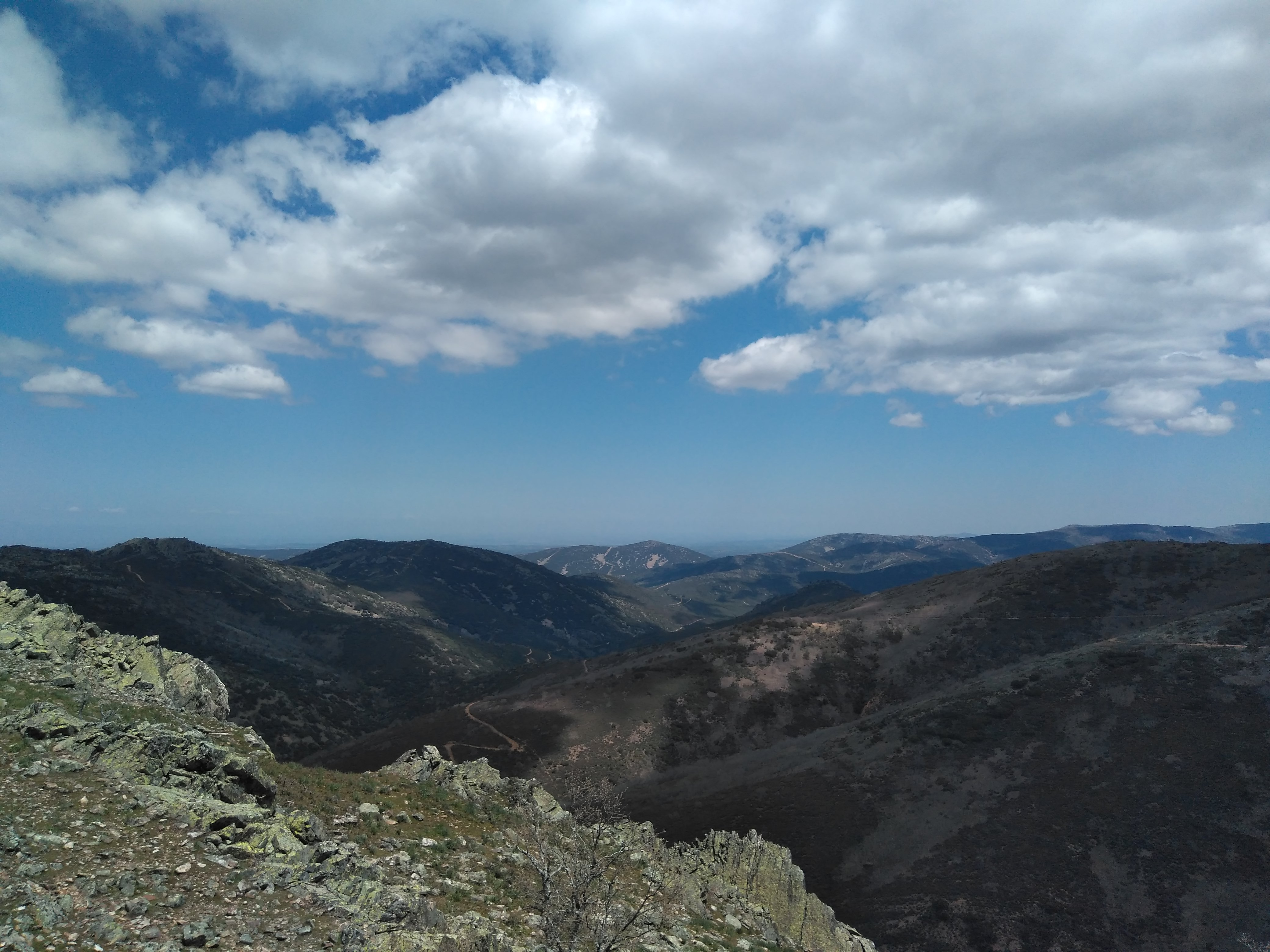

## أعلام
- ديميتريو فرنانديز غونزاليس
- خوان مارتينيز
- رافاييل دياز